# Deutschlandsberger SC
Der Deutschlandsberger Sportclub, kurz DSC, ist ein Fußballverein aus der weststeirischen Bezirkshauptstadt Deutschlandsberg und spielt derzeit in der Regionalliga Mitte. Der Verein wurde 1935 gegründet. Die Vereinsfarben sind blau-gelb, seine Heimspiele trägt der DSC seit 2004 im neu errichteten Koralmstadion aus. Der Klub gewann jeweils zweimal den Meistertitel in der Landesliga, Oberliga und Unterliga.
Der größte Erfolg der Vereinsgeschichte war der erstmalige Aufstieg in die Regionalliga Mitte durch den Meistertitel in der Steirischen Landesliga in der Saison 2014/15. Im ÖFB-Cup erreichte man in der Saison 1983/84 das Viertelfinale, in der Saison 1990/91 zog man ins Achtelfinale ein.
Bekanntester Fußballer der Vereinsgeschichte ist Deutschlandsbergs Sportler des Jahrhunderts, der aus der Jugend hervorgekommene Gernot Fraydl, der in den 1960er Jahren 27 Mal das Tor der Nationalmannschaft wartete. Von 1977 bis 1980 und 1984 diente er zudem dem DSC als Trainer.

## Geschichte

### Gründung
Ausschlaggebend für die Gründung eines Fußballvereins in Deutschlandsberg war ein gebürtiger Wiener. Karl Altenaichinger sen. tat sich mit Leopold Fink und Josef Ziegler zusammen, um am 3. April 1935 die Gründungsversammlung des Deutschlandsberger Sportclubs abzuhalten. Erster Obmann des Vereins wurde der damalige Bezirkshauptmann Dr. Wolfgang Mayer-Gutenau, Altenaichinger sen. wurde Sektionsleiter und Schriftführer. Der DSC war somit der 50. Verein, der in den Steirischen Fußballverband aufgenommen wurde.
Die erste Aufgabe des Vorstandes war die Suche nach einem Sportplatz. Dieser war mit der Jahnwiese bald gefunden, musste aber zuerst noch zu einem Fußballfeld umgebaut werden. Das erste Spiel des DSC in Deutschlandsberg fand dann am 1. Mai 1935 gegen eine GAK-Auswahl statt. Die Grazer gewannen 7:1, das erste Tor in der DSC-Vereinsgeschichte erzielte Josef Ziegler.
Am 1. September 1935 bestritt der DSC sein erstes Meisterschaftsspiel, das mit 0:5 gegen Bärnbach verloren ging.
Als ursprüngliche Vereinsfarben wurden 1935 noch Blau und Orange gewählt. Oranger Stoff für Dressen war in der damaligen Zeit aber noch schwer zu kriegen und so entschied man sich notgedrungen für die näherste Variante: Gelb statt Orange. Blau-Gelb setzte sich als Trikotfarbe durch und wurde irgendwann auch als Vereinsfarbe übernommen. Zwischenzeitlich spielt der DSC aber heute wieder in blau-orangen Auswärtstrikots, die an die Wurzeln des Vereins erinnern sollen, etwa in den Spielzeiten 2016/17 und 2017/18 sowie zuletzt 2023/24 und 2024/25.

### Etablierung als steirischer Traditionsverein
In der Saison 1957/58 stieg der Verein in die Unterliga Süd auf. Nach dem zwischenzeitlichen Abstieg gelang drei Jahre später der erneute Aufstieg, wiederum drei Jahre später folgte der nächste Meistertitel. Damit spielte der DSC ab der Saison 1964/65 erstmals in der Steirischen Landesliga, wo gleich im ersten Jahr 2.400 Zuseher gegen Fohnsdorf auf die Jahnwiese kamen. Eine Zuschauerzahl, die in einem Deutschlandsberger Meisterschaftsspiel über 50 Jahre lang unerreicht blieb. Seitdem spielte der Deutschlandsberger SC bis auf drei Unterbrechungen immer in der höchsten steirischen Spielklasse. Dabei sicherte sich der DSC einmal die Meisterschaft – allerdings durfte man 1974 aufgrund der Einführung der Bundesliga und einer damit verbundenen Ligenreform nicht aufsteigen.
Im ÖFB-Cup schied man fast immer in der 1. Runde aus, u. a. 1973 gegen Sturm Graz im Elfmeterschießen vor 3.500 Zuschauern. In der Saison 1983/84 gelang aber der erste große Wurf: Nachdem man Ferlach mit 3:1 und 1:1 besiegte, gelang mit einem 3:2 über den SV St. Veit erstmals der Aufstieg in Runde 3. Dort besiegte man den weststeirischen Rivalen ASK Voitsberg mit 2:1. Mit einem 1:0-Sieg über den USV Rudersdorf stand man völlig überraschend sogar im Viertelfinale, dort musste man aber zum SSW Innsbruck und unterlag am 20. März 1984 dem Bundesligisten haushoch mit 0:9. In der Spielzeit 1990/91 ging es erneut sehr weit im Pokal: Nach Siegen gegen ATUS Bärnbach (2:0), den Wolfsberger AC (2:1 n. V.) und dem DSV Alpine (1:1, Sieg im Elfmeterschießen) empfing man im Achtelfinale Rapid Wien. Vor 3.200 Zusehern unterlag man am 9. April 1991 im Koralmstadion dem Rekordmeister mit 1:3 (0:1).
Im selben Jahr wurde der Sportclub Dritter in der Landesliga. Der Erfolg der Meisterschaft konnte aber bisher nie mehr wiederholt werden, stattdessen ging es im Jahr 1986 wieder in die Unterliga Süd. Allerdings nur für ein Jahr, es gelang der sofortige Wiederaufstieg. Für weitere zwölf Jahre spielte der DSC in der Landesliga, ehe man 1998 den Gang in die Oberliga Mitte/West antreten musste.

### Die jüngsten Jahre
Acht Jahre musste man dort verbringen, in der Saison 2005/06 gelang ungeschlagen ein souveräner Aufstieg. Es folgten drei Jahre in der Landesliga sowie nach dem Abstieg 2009 drei weitere Jahre in der Oberliga. Im selben Jahr erreichte der DSC erstmals das Finale des Steirercups, verlor dieses aber im eigenen Stadion gegen den FC Gleisdorf mit 2:4 n. V. Drei Jahre später stand man erneut im Finale, das zwar mit einem 2:3 gegen die Amateure des Kapfenberger SV ebenfalls verloren ging, durch die Amateurregelung qualifizierte man sich trotzdem nach 15 Jahren erstmals wieder für den ÖFB-Cup. In der 1. Runde unterlag man zuhause dem TSV Hartberg.
In der Saison 2011/12 erfolgte der Wiederaufstieg in die Landesliga. Nach drei Saisonen holte der sich DSC den Meistertitel der Landesliga 2014/2015 und stieg nun erstmals in die Regionalliga Mitte auf. Gleichzeitig sicherte man sich damit nach drei Jahren auch wieder einen Startplatz im ÖFB Cup 2015/2016. Dort unterlag man in der 1. Runde zuhause RB Salzburg mit 0:7, 3.500 Zuseher füllten mit einer Zusatztribüne das Koralmstadion.
Seitdem spielt der DSC regelmäßig im ÖFB-Cup: Mit den Rängen 9 (15/16), 5 (16/17) und 8 (17/18) etablierte man sich in der Regionalliga Mitte und qualifizierte sich so immer für den Pokal. In der Saison 2016/17 gewannen die Deutschlandsberger außerdem erstmals den Steirer-Cup mit einem Finalsieg im Elfmeterschießen über den USV St. Anna (5:3 i. E., 2:2 n. V., 1:1). Im ÖFB-Cup gab es weitere Niederlagen gegen den SV Lafnitz (1:3) und RB Salzburg (0:7), 2018 feierte der DSC mit einem 4:2 über den SKU Amstetten den ersten Pokalsieg seit 22 Jahren. Zum Regionalligaduell mit dem GAK am 10. August 2018 kamen 2.700 Fans ins Koralmstadion – ein Zuschauerrekord in einem Ligaspiel des DSC:
Zur Saison 2016/2017 gründete der Verein wieder eine zweite Mannschaft. Im ersten Jahr wurde die junge Mannschaft Meister der 1. Klasse West und stieg in die Gebietsliga West auf. Dort schloss man als Tabellenzehnter ab, nach der Saison 2017/18 musste die zweite Kampfmannschaft aber wieder aufgelöst werden.

## Kampfmannschaft

### Trainerteam
Stand: 27. Juli 2025 
| Funktion        | Name             | Nationalität |  |
| --------------- | ---------------- | ------------ |  |
| Trainer         | Patrick Haring   | Osterreich   |  |
| Co-Trainer      | Stefan Dengg     | Osterreich   |  |
| Torwart-Trainer | Bernd Pauritsch  | Osterreich   |  |
| Masseur         | Edi Neumayer     | Osterreich   |  |
| Team-Manager    | Philip Leitinger | Osterreich   |  |

### Aktueller Kader
Stand: 27. Juli 2025

## Spielstätten
Die ersten fünf Jahrzehnte trug der DSC seine Heimspiele auf der altehrwürdigen Jahnwiese aus. Im Jahr 1984 wurde das östlicher gelegene Koralmstadion in Betrieb genommen, dessen Areal seitdem als Heimstätte des Deutschlandsberger SC dient. Damals fanden dort bis zu 4.000 Leute Platz, 500 davon auf einer überdachten Tribüne. Der Zuschauerrekord stammt vom 4. August 1973, noch auf der Jahnwiese: Beim ÖFB-Cup-Spiel zwischen dem DSC und Sturm Graz waren 3.500 Fans dort. Der Erstligist gewann nach einem 2:2 nach der Verlängerung erst im Elfmeterschießen mit 4:2.

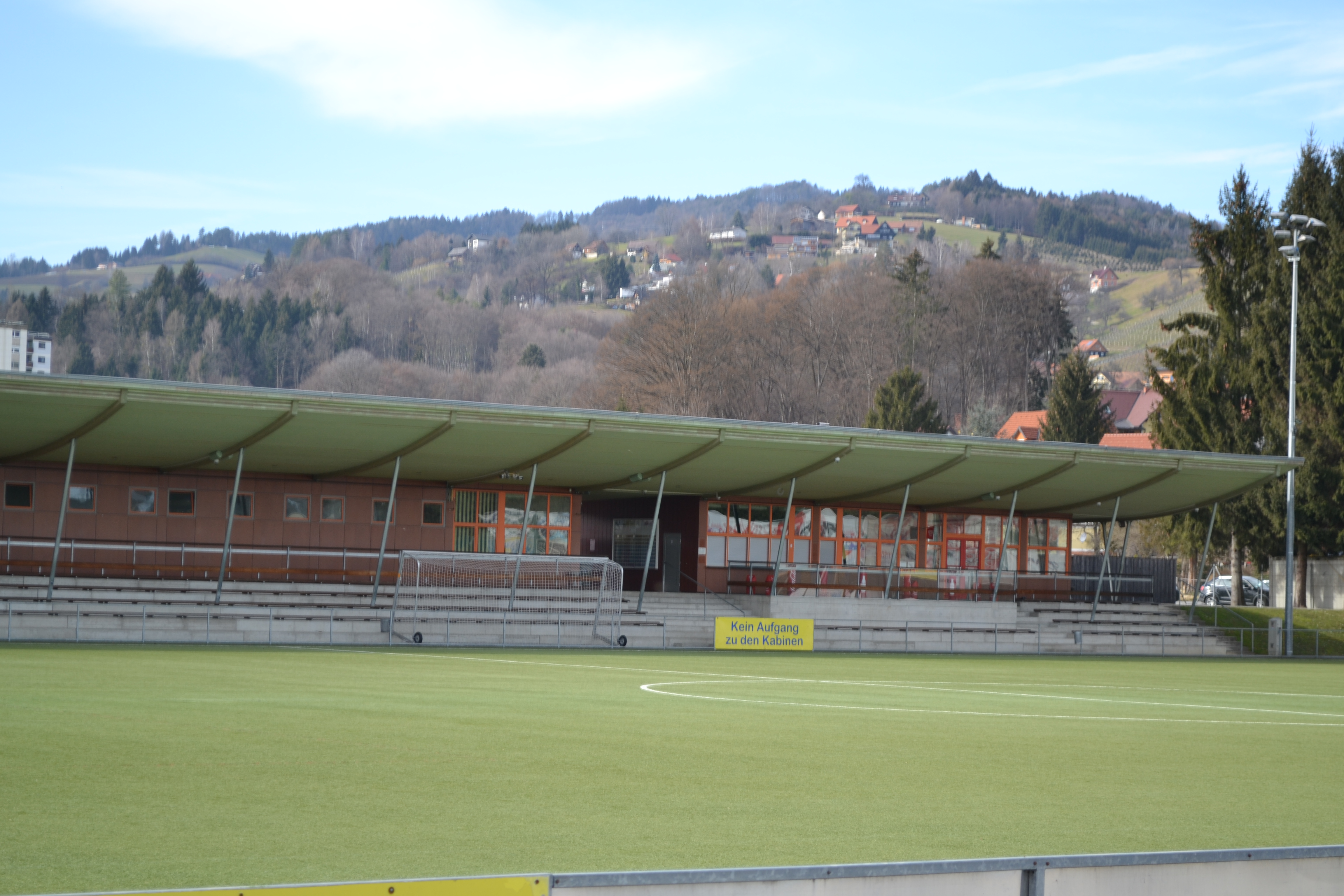
Koralmstadion im Jahr 2016

Im neuen Jahrtausend wurde der Trainingsplatz neben dem alten Stadion zu einem modernen Fußballstadion umgebaut. Straßenseitig wurde eine Tribüne mit 500 Sitzplätzen errichtet, weitere 2.000 Stehplätze sind auf dieser Tribüne und rund um das Spielfeld zugelassen. Dieses wurde zu einem Kunstrasenplatz umgewandelt. Das neue Koralmstadion, auch gerne DSC-Arena genannt, wurde am 17. September 2004 eröffnet. Im ersten Spiel am neuen Platz schlug der DSC den Lokalrivalen aus Frauental mit 7:0. Auch im neuen Koralmstadion liegt der Zuseherrekord bei 3.500 und wurde bei einem ÖFB-Cup-Spiel aufgestellt: Beim ersten Duell mit RB Salzburg am 18. Juli 2015.